# Osbeckia aspera
Osbeckia aspera är en tvåhjärtbladig växtart som först beskrevs av Carl von Linné, och fick sitt nu gällande namn av Carl Ludwig von Blume. Osbeckia aspera ingår i släktet Osbeckia och familjen Melastomataceae. Inga underarter finns listade i Catalogue of Life.

## Bildgalleri

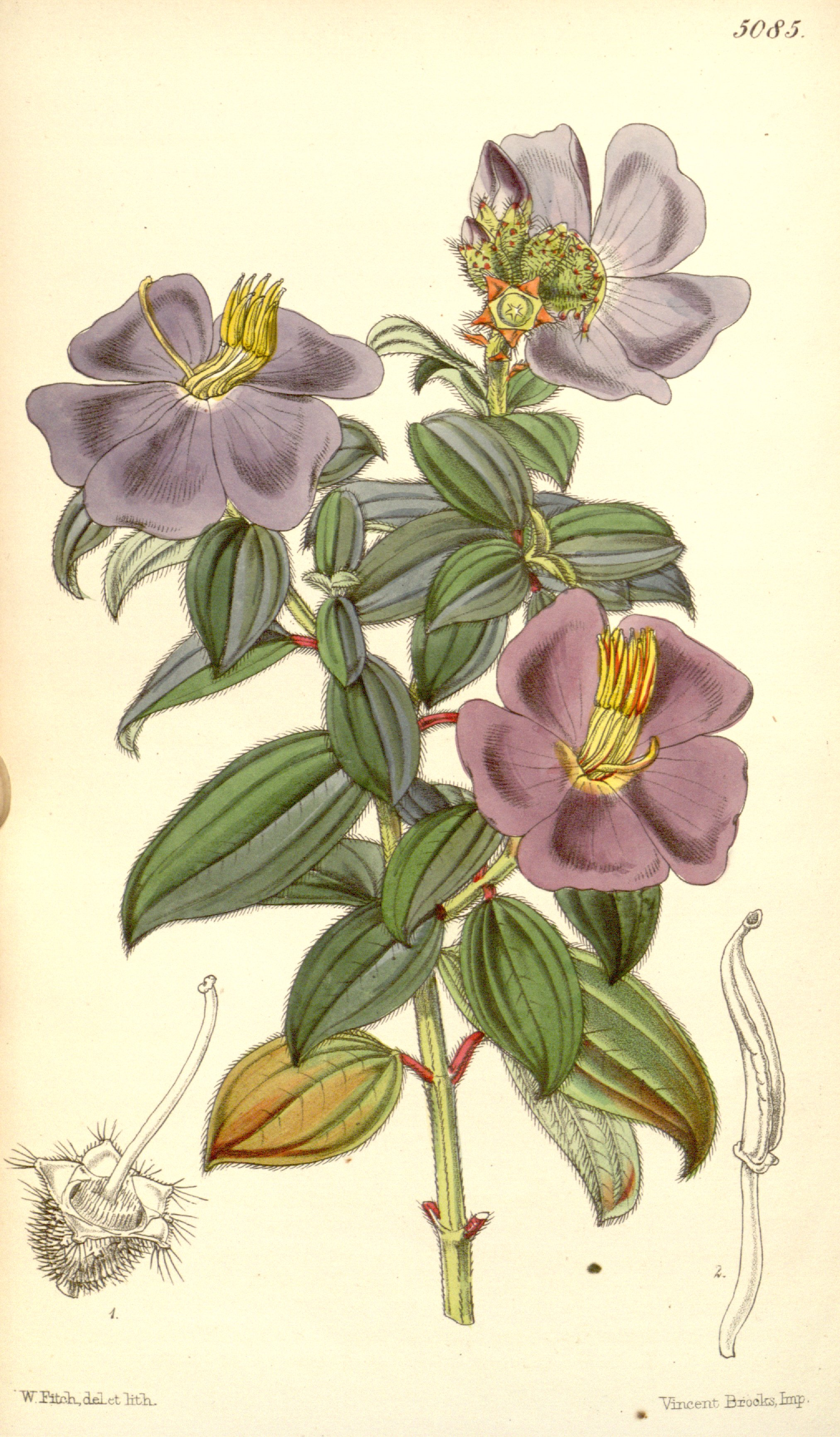